# Henrik Sass Larsen
Henrik Sass Larsen (ur. 29 maja 1966 w Virum w gminie Lyngby-Tårbæk) – duński polityk, parlamentarzysta, w latach 2013–2015 minister przedsiębiorczości i rozwoju.

## Życiorys
Kształcił się w Greve Gymnasium, studiował zarządzanie na Uniwersytecie w Roskilde. Pracował w firmie z branży komunikacji interpersonalnej. Zaangażował się w działalność polityczną w ramach Socialdemokraterne. Od 1988 wchodził w skład komitetu wykonawczego DSU, młodzieżówki socjaldemokratów. W latach 1992–1996 pełnił funkcję przewodniczącego tej organizacji.
W 1999 dwukrotnie czasowo wykonywał mandat poselski. W 2000 został deputowanym do Folketingetu, uzyskiwał reelekcję w wyborach w 2005, 2007, 2011, 2015 i 2019.
Od sierpnia 2013 do czerwca 2015 sprawował urząd ministra przedsiębiorczości i rozwoju w pierwszym i drugim rządzie Helle Thorning-Schmidt. W 2019 zrezygnował z zasiadania w parlamencie, objął potem dyrektorskie stanowisko w stowarzyszeniu branżowym DVCA.